# Didymocarpus hookeri
Didymocarpus hookeri är en tvåhjärtbladig växtart som beskrevs av Charles Baron Clarke. Didymocarpus hookeri ingår i släktet Didymocarpus och familjen Gesneriaceae. Inga underarter finns listade i Catalogue of Life.